# Merionoedopsis aeneiventris
Merionoedopsis aeneiventris är en skalbaggsart som beskrevs av Pierre Émile Gounelle 1911. Merionoedopsis aeneiventris ingår i släktet Merionoedopsis och familjen långhorningar.
Artens utbredningsområde är Paraguay. Inga underarter finns listade i Catalogue of Life.